# Municipio de Wing River
El municipio de Wing River (en inglés: Wing River Township) es un municipio ubicado en el condado de Wadena en el estado estadounidense de Minnesota. En el año 2010 tenía una población de 468 habitantes y una densidad poblacional de 5,02 personas por km².

## Geografía
El municipio de Wing River se encuentra ubicado en las coordenadas 46°30′25″N 94°56′56″O / 46.50694, -94.94889. Según la Oficina del Censo de los Estados Unidos, el municipio tiene una superficie total de 93.27 km², de la cual 93,22 km² corresponden a tierra firme y (0,06 %) 0,06 km² es agua.

## Demografía
Según el censo de 2010, había 468 personas residiendo en el municipio de Wing River. La densidad de población era de 5,02 hab./km². De los 468 habitantes, el municipio de Wing River estaba compuesto por el 95,3 % blancos, el 0,85 % eran amerindios, el 0,64 % eran asiáticos y el 3,21 % eran de una mezcla de razas. Del total de la población el 1,71 % eran hispanos o latinos de cualquier raza.